# Centrální banka Mandžuska

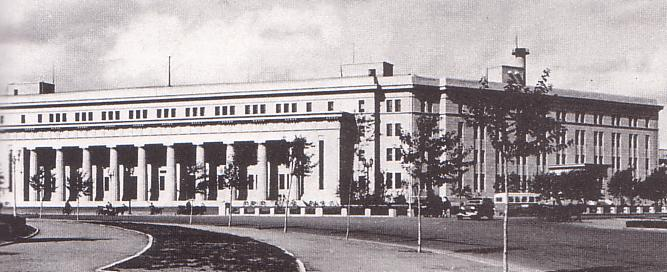
Sídlo centrální banky v Hsinkingu

Centrální banka Mandžuska (滿洲中央銀行, Manshū Chūō Ginkō?) byla národní banka Japonci ustanoveného loutkového státu Mandžukuo. Vznikla roku 1932 a byla zodpovědná za tisk a oběh tzv. Mandžuského chuanu. Sídlila v Hsinkinu.

## Historie
Banka byla založena 11. července 1932 jako akciová společnost s kapitálem 30 milionů chuanů a vláda v ní vlastnila 25, později 50%. Obchodovat se zde dalo již od 1. července. Vznikla sloučením čtyř nezávislých bank fungujících do té doby v Mandžusku, a to tzv. Bank of Three Eastern Provincies, Bank of Kirin, Bank of Heilongjiang a Frontier Bank. Poslední z nich kontroloval bývalý čínský generál Čchang Ču-lin. Zanikla roku 1945.

## Funkce
Prvořadými funkcemi této instituce bylo uschovat národní poklad Mandžukua, unifikovat měnový systém, stabilizovat měnu a kontrolovat měnový trh ale angažovala se také v obvyklé činnosti bank, dotovala průmysl a ekonomiku. V Mandžukuu, Číně a Japonsku měla celkem 140 poboček. Velký počet jejich akcií vlastnili Japonci a úzce spolupracovala s Bank of Chosen.